# محمد المهدي المجذوب
محمد المهدي المجذوب (1919 - 1982) شاعر سوداني ولد بمدينة الدامر بولاية نهر النيل، ويعد من المجددين في الشعر العربي والسوداني ومن جيل ما بعد رواد النهضة الشعرية السودانية والعربية مباشرة.

## نسبه وتعليمه وعمله
والده هو الشيخ المتصوف المعروف بالسودان محمد المجذوب المنتمي لقبيلة الجعليين من قبائل الشمال الأوسط السوداني.
ومثله مثل أقرانه فقد دفع به إلى خلوة والده وهو صغير فتعلم فيها القراءة والكتابة وعلوم القرآن، ثم ارتحل إلى الخرطوم للتحصيل المدرسي، والتحق بكلية غردون التذكارية وتخرج من قسم المكتبة كاتبا.
عمل محاسبا في حكومة السودان وتنقل بين الشمال والجنوب والشرق والغرب مما أفاده في صنع ذخيرة خيالية مهدت مع استعداده الفطري لتطور صنعته الشعرية.

## أعماله الشعرية والأدبية والفنية
كان المجذوب من المكثرين في الشعر فأخرج عدة دواوين شعرية، وكان نشطا في أبناء جيله فحرر وكتب في عدة مجلات وصحف سودانية وعربية وكان مجيدا للغتين العربية والإنكليزية فعمل عدة حوارات مع إذاعات محلية وعربية وعالمية. كما قدم لعدد من الكتب والدواووين الأخرى.

### أعماله الشعرية
1- ديوان نار المجاذيب – 1969 م
2- ديوان الشرافة والهجرة – 1973 م
3- ديوان منابر – 1982 م
4- ديوان تلك الأشياء – 1982 م
5- شحاذ في الخرطوم - 1984 م(مسرحية شعرية)
6- ديوان القسوة في الحليب – 2005 م
7 = ديوان أصوات ودخان -2005
8- ديوان غارة وغروب 2013.
9 مطولة البشارة، الغربان، الخروج = 1975.
7- ديوان أصوات ودخان – 2005 م.

### آثاره الأدبية
قام بالتقديم لدواوين عدة منها ديوان الشاعر محمد محمد علي وديوان الشاعر الناصر قريب الله وغيرهما. كما شارك في مجلات (النيل) و(هنا أمدرمان) ومجلة (الشباب والرياضة) وغيرها من المجلات السودانية، وعربيا فقد نشرت له (دار الهلال) و(الدوحة) ومجلة (الآداب) البيروتية.
وله عدة لقاءات إذاعية من أبرزها لقاءاته مع الإذاعة والتلفزيون السودانيين وإذاعة صوت العرب وإذاعة صوت أمريكا والإذاعة الألمانية والمصرية والتونسية.

## حياته العامة
أسس مع الأستاذ محمود محمد طه الحزب الجمهوري في السودان، ورغم تكوينه الصوفي إلا أنه قد كان استقلاليا وضد الطائفية وديموقراطيا، ولقد إنخرط في الحياة السياسية العامة مناضلا ضد الحكم الثنائي -الاستعمار البريطاني المصري، ولقد كان من الأوائل الذين اعتقلوا في الحركة السياسية السودانية التي نشأت عقب مؤتمر الخريجين. وله قصائد في مدح مواقف الحزب الجمهوري ورئيس محمود محمد طه منها قصيدة الجمهوري ويقول فيها:
محمود يلمع في عماية كوبر مثل الهلال وضاءة ونحولا 
قلبت يا وطني السيوف جميعها حتى وجدت حسامك المأمولا